# Paddy Kelly (piłkarz)
Paddy Kelly, właśc. Patrick Joseph Kelly (ur. 7 września 1896 w Kilcoo, zm. 7 lipca 1979) – irlandzki piłkarz występujący na pozycji napastnika.
Z zespołem Belfast Celtic dwukrotnie zdobył mistrzostwo Irlandii (1919, 1920), a z drużyną Fordsons triumfował w Pucharze Irlandii (1926).
W barwach Manchesteru City rozegrał 25 spotkań w Division One. Zadebiutował w tych rozgrywkach 6 listopada 1920 w wygranym 1:0 meczu z Huddersfield Town, a 2 stycznia 1922 w wygranym 2:1 pojedynku z tym samym rywalem, strzelił swojego jedynego gola w Division One.
W reprezentacji Irlandii wystąpił jeden raz, 23 października 1920 w przegranym 0:2 meczu British Home Championship przeciwko Anglii.